# Lúcio Rangel
Lúcio do Nascimento Rangel (Rio de Janeiro, 17 de maio de 1914 — Rio de Janeiro, 13 de fevereiro de 1979) foi um jornalista, colecionador, produtor musical e crítico musical brasileiro.
Lúcio Rangel ganhou importância para a história da música brasileira principalmente por seu trabalho como diretor e redator da Revista da Música Popular, publicada entre 1954 e 1956.
Antes disso contribuiu para diversos periódicos desde o final da década de 1940. Aos poucos passou a ser reconhecido como referência de conhecimento sobre a música popular. Para o Jornal do Brasil publicou uma série de textos intitulada "Discoteca mínima da música popular brasileira", depois incorporada ao seu livro Sambistas e chorões, publicado em 1962.
Outros textos seus foram publicados postumamente no livro Samba, jazz e outras notas, organizado pelo pesquisador Sérgio Augusto.
Sua grande coleção de discos, especializada em música popular brasileira, além de ser fonte para seus textos publicados na imprensa, foi adquirida pelo Museu da Imagem e do Som do Rio de Janeiro (MIS-RJ) em 1965. Em 1979, logo após sua morte, o nome de Lúcio Rangel batizou um concurso de monografias promovido pela FUNARTE, dedicado a temas de história da música popular brasileira.